# Tournon-Saint-Pierre
Pour les articles homonymes, voir Tournon-Saint-Pierre (homonymie), Tournon et Saint-Pierre.
Tournon-Saint-Pierre est une commune française du département d'Indre-et-Loire, en région Centre-Val de Loire.
Ses habitants sont appelés les Tournonnais.

## Géographie

### Localisation

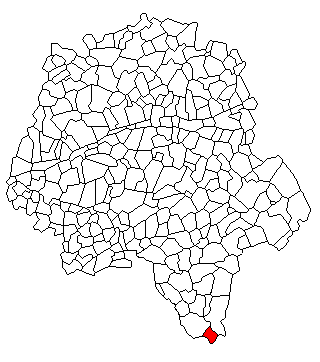
Tournon-Saint-Pierre en Indre-et-Loire.

Tournon-Saint-Pierre est un petit village situé à l'extrémité sud d'Indre-et-Loire. La commune appartient au canton de Preuilly-sur-Claise et faisait partie, jusqu'au 31 décembre 2016 de la communauté de communes de la Touraine du Sud. Il est, depuis le 1er janvier 2017, rattaché à la nouvelle communauté de communes Loches Sud Touraine. Il est situé dans la vallée de la Creuse, rivière qui la sépare, à l'ouest, du département de l'Indre (36). Elle fait face à sa commune sœur Tournon-Saint-Martin, située dans le département de l'Indre, seul le ruisseau le suin marque la délimitation entre elles. Elle s'étend sur 14 km2 (183e commune du département pour la superficie, 12 680e au niveau national).
Selon le classement établi par l’Insee en 1999, Tournon est une commune « périphérie d'un pôle rural ».

#### Communes limitrophes
La commune compte quatre communes limitrophes. Deux sont situées dans le département d'Indre-et-Loire (Bossay-sur-Claise et Yzeures-sur-Creuse) et deux dans le département de l'Indre (Néons-sur-Creuse et Tournon-Saint-Martin).

#### Villes les plus proches
Par la route, le village se situe à 34 km de Descartes, 36 km de Châtellerault et 16 km de Le Blanc. Le chef-lieu du département, Tours est à 93 km et Poitiers est à 60 km.

### Hydrographie

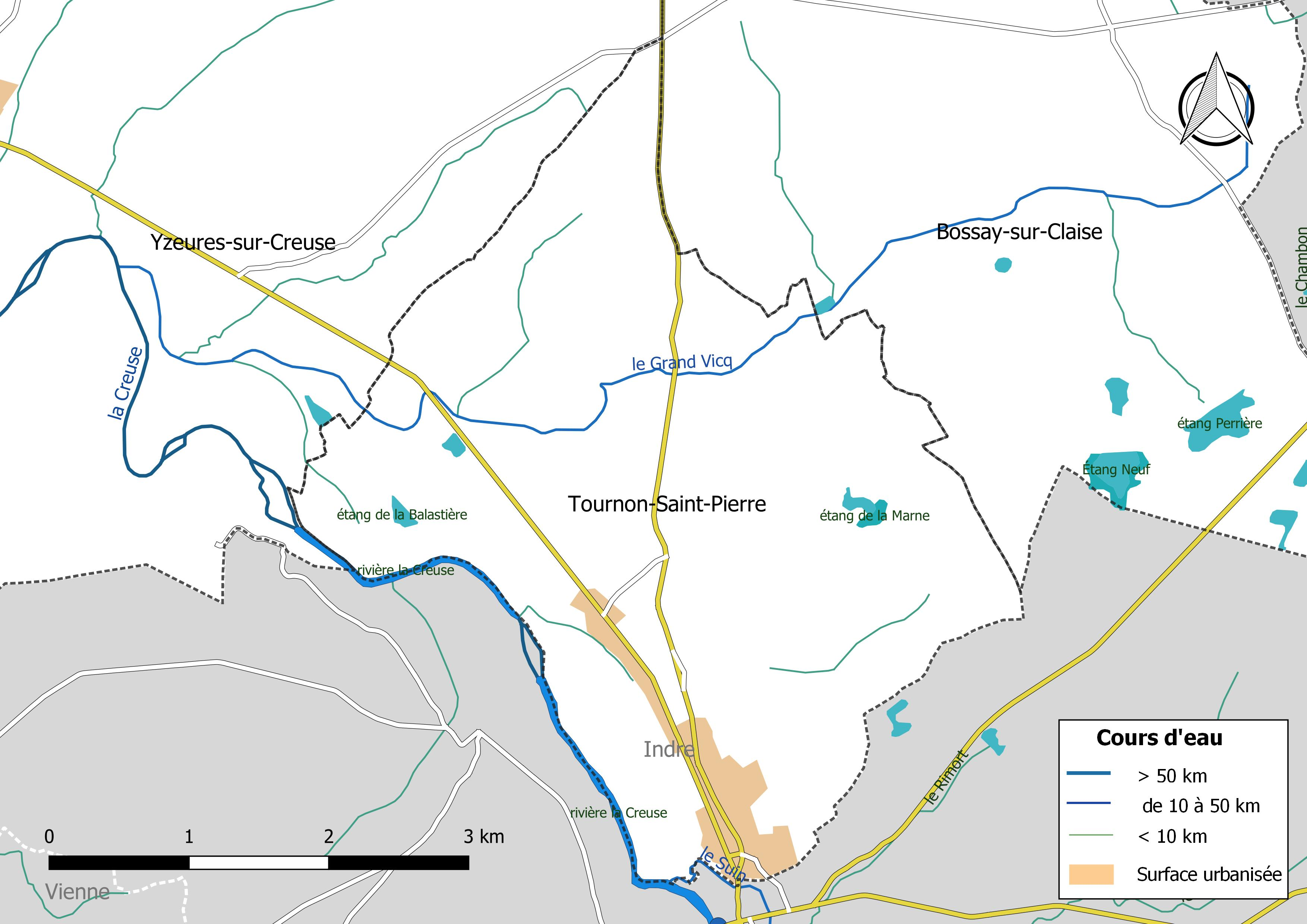
Réseau hydrographique de Tournon-Saint-Pierre.

La Creuse marque à l'ouest la limite avec le département de l'Indre. C'est une rivière calme qui ondule formant de larges méandres. Le bourg de Tournon est construit au bord de la rive droite de la rivière. La rive gauche de la Creuse est abrupte et présente souvent des visuels de falaises végétalisées alors que la rive droite monte plus progressivement offrant une large vallée avant de monter doucement en coteaux. Le réseau hydrographique communal, d'une longueur totale de 9,33 km, comprend deux autres cours d'eau notables, le Suin (0,292 km) et le Grand Vicq (4,006 km), et six petits cours d'eau pour certains temporaires,.
La Creuse, d'une longueur totale de 263,6 km, prend sa source à 816 m d'altitude sur le plateau de Millevaches, dans la Creuse  et se jette dans la Vienne sur les territoires des communes de Port-de-Piles (Vienne), Ports et Nouâtre (Indre-et-Loire), après avoir traversé 80 communes. 
Sur le plan piscicole, la Creuse est classée en deuxième catégorie piscicole. Le groupe biologique dominant est constitué essentiellement de poissons blancs (cyprinidés) et de carnassiers (brochet, sandre et perche).
Le Suin, d'une longueur totale de 36,5 km, prend sa source dans la commune de Douadic et se jette dans la Creuse à Tournon-Saint-Pierre, après avoir traversé 6 communes. 
Sur le plan piscicole, le Suin est également classé en deuxième catégorie piscicole.
Le Grand Vicq, d'une longueur totale de 10,5 km, prend sa source dans la commune de Bossay-sur-Claise et se jette dans la Creuse à Yzeures-sur-Creuse, après avoir traversé 3 communes. 
Sur le plan piscicole, le Grand Vicq est également classé en deuxième catégorie piscicole.
Trois zones humides ont été répertoriées sur la commune par la direction départementale des territoires (DDT) et le conseil départemental d'Indre-et-Loire : « la vallée de la Creuse des Pissereaux aux Petits Noyers », « la vallée du Ruisseau du Grand Vicq aux Naulures » et « les étangs de la Marne »,.

### Climat
Pour des articles plus généraux, voir Climat du Centre-Val de Loire et Climat d'Indre-et-Loire.
En 2010, le climat de la commune est de type climat océanique dégradé des plaines du Centre et du Nord, selon une étude du CNRS s'appuyant sur une série de données couvrant la période 1971-2000. En 2020, Météo-France publie une typologie des climats de la France métropolitaine dans laquelle la commune est exposée à un climat océanique altéré et est dans une zone de transition entre les régions climatiques « Centre et contreforts nord du Massif Central » et « Poitou-Charentes ».
Pour la période 1971-2000, la température annuelle moyenne est de 11,8 °C, avec une amplitude thermique annuelle de 15,2 °C. Le cumul annuel moyen de précipitations est de 725 mm, avec 11,4 jours de précipitations en janvier et 6,7 jours en juillet. Pour la période 1991-2020, la température moyenne annuelle observée sur la station météorologique de Météo-France la plus proche, sur la commune de Martizay à 10 km à vol d'oiseau, est de 12,4 °C et le cumul annuel moyen de précipitations est de 774,0 mm,. Pour l'avenir, les paramètres climatiques de la commune estimés pour 2050 selon différents scénarios d'émission de gaz à effet de serre sont consultables sur un site dédié publié par Météo-France en novembre 2022.

### Voies de communication et transports

#### Sentiers de randonnée
La commune est traversée par le sentier de grande randonnée de la Touraine du Sud et par le sentier de grande randonnée de pays de la Brenne.

#### Réseau routier
La commune est desservie par les routes départementales D750 et D14. L'échangeur autoroutier le plus proche est la sortie no 26 à Châtellerault Nord de l'A10 située à environ 35 km.

#### Desserte ferroviaire
La gare SNCF la plus proche est la gare de Châtellerault.

#### Transports en commun
Le réseau de bus Touraine Fil Vert relie Tournon-Saint-Pierre à Tours et Sainte-Maure-de-Touraine par la ligne H1.

## Urbanisme

### Typologie
Au 1er janvier 2024, Tournon-Saint-Pierre est catégorisée commune rurale à habitat dispersé, selon la nouvelle grille communale de densité à sept niveaux définie par l'Insee en 2022.
Elle est située hors unité urbaine. Par ailleurs la commune fait partie de l'aire d'attraction du Blanc, dont elle est une commune de la couronne,. Cette aire, qui regroupe 23 communes, est catégorisée dans les aires de moins de 50 000 habitants,.

### Occupation des sols
L'occupation des sols de la commune, telle qu'elle ressort de la base de données européenne d’occupation biophysique des sols Corine Land Cover (CLC), est marquée par l'importance des territoires agricoles (93,6 % en 2018), une proportion identique à celle de 1990 (93,6 %). La répartition détaillée en 2018 est la suivante : 
terres arables (54,8 %), zones agricoles hétérogènes (27,3 %), prairies (11,5 %), zones urbanisées (4,6 %), forêts (1,8 %). L'évolution de l’occupation des sols de la commune et de ses infrastructures peut être observée sur les différentes représentations cartographiques du territoire : la carte de Cassini (XVIIIe siècle), la carte d'état-major (1820-1866) et les cartes ou photos aériennes de l'IGN pour la période actuelle (1950 à aujourd'hui).

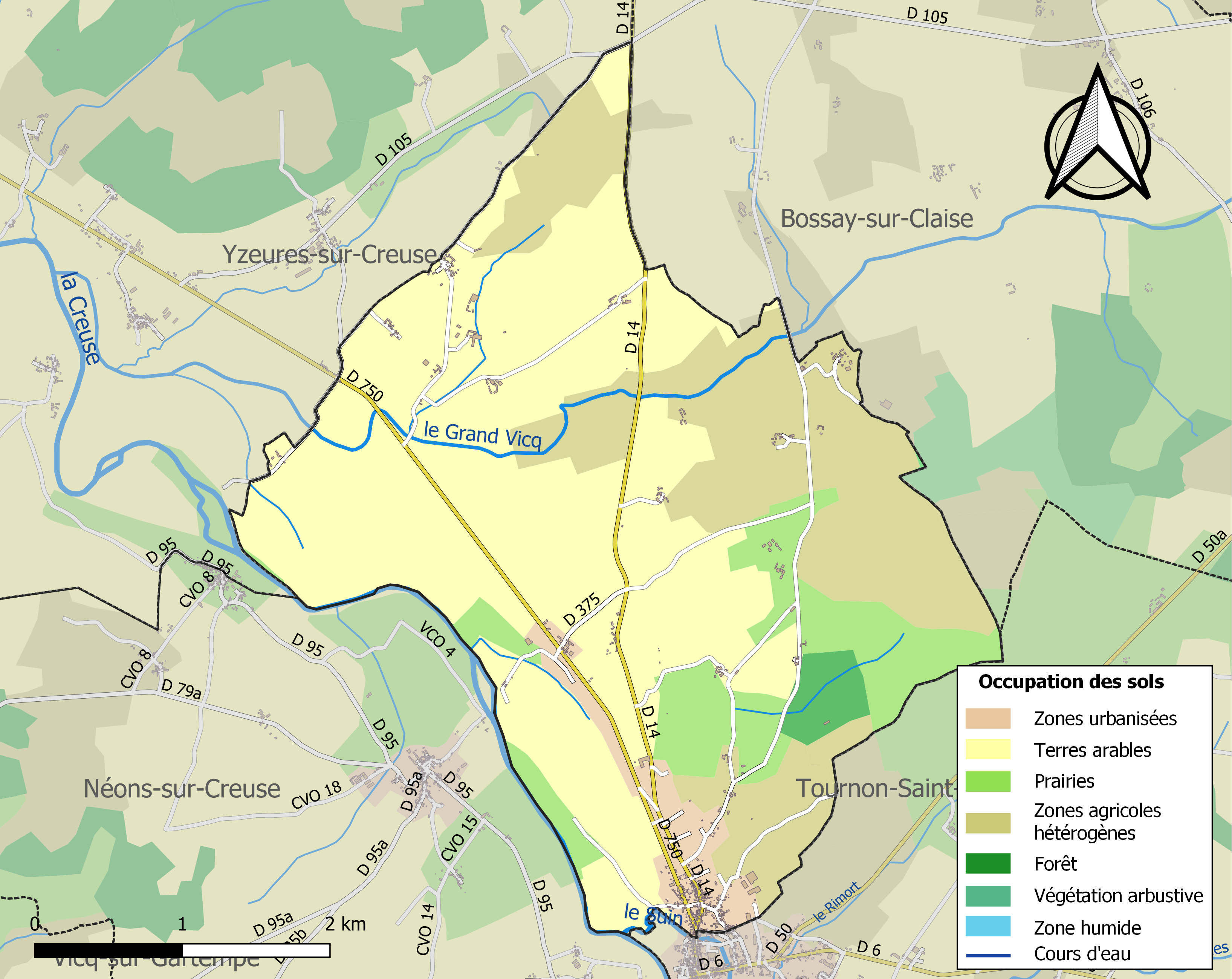
Carte des infrastructures et de l'occupation des sols de la commune en 2018 (CLC).

### Morphologie urbaine
- La Bagonne
- La Baujonnerie
- La Bersaudière
- La Blinerie
- La Brousse
- Le Bateau de Launay
- Les Bois
- Chassioux
- La Chapelle
- La Croix
- La Croix de Pierre
- Le Coudray
- L'Echaudé
- Les Effes
- Les Fosses
- Gaudru
- La Guilloterie
- Le Grand Vicq
- Les Grèves
- Launay
- La Madeleine
- La Marne
- Pouillé
- Le Petit Pouillé
- Renusson
- La Réchauderie
- La Renaissance
- Salvert
- Vonne
- Les Vallées

### Logement
Le parc immobilier en 2007 est constitué de 292 logements dont 233 résidences principales (79,8 %), 35 résidences secondaires (12,1 %) et 24 logements vacants (8,1 %). Le taux de résidences secondaires est supérieur à la moyenne départementale de 4,7 %.
Sur les 233 titulaires de résidences principales, 73,7 % sont propriétaires, 23,3 % locataires et 3 % logés gratuitement.
Entre 1999 et 2007, le nombre de logements a diminué de 4,58 %, passant de 306 à 292, soit 14 de moins. Le parc immobilier est uniquement composé de maisons individuelles, il n'a aucun appartement.
Au 1er janvier 2006, la commune comptait 21 logements sociaux, soit un taux de 7,19 %.
| Évolution des logements                             | 1968 | 1975 | 1982 | 1990 | 1999 | 2007 |
| Ensemble des logements                              | 235  | 269  | 265  | 285  | 306  | 292  |
| Résidences principales                              | 203  | 209  | 214  | 229  | 219  | 233  |
| Résidences secondaires                              | 19   | 29   | 30   | 30   | 52   | 35   |
| Logements vacants                                   | 13   | 31   | 21   | 26   | 35   | 24   |
| Nombre moyen d'occupants des résidences principales | 2,7  | 2,3  | 2,2  | 2,1  | 1,7  | 1,8  |

Nombre de logements
 source INSEE 

### Risques majeurs
Le territoire de la commune de Tournon-Saint-Pierre est vulnérable à différents aléas naturels : météorologiques (tempête, orage, neige, grand froid, canicule ou sécheresse), inondations et séisme (sismicité faible). Il est également exposé à un risque technologique, la rupture d'un barrage. Un site publié par le BRGM permet d'évaluer simplement et rapidement les risques d'un bien localisé soit par son adresse soit par le numéro de sa parcelle.

#### Risques naturels
Certaines parties du territoire communal sont susceptibles d’être affectées par le risque d’inondation par débordement de cours d'eau, notamment le Grand Vicq, la Creuse et le Suin. La commune a été reconnue en état de catastrophe naturelle au titre des dommages causés par les inondations et coulées de boue survenues en 1982, 1999 et 2016,.

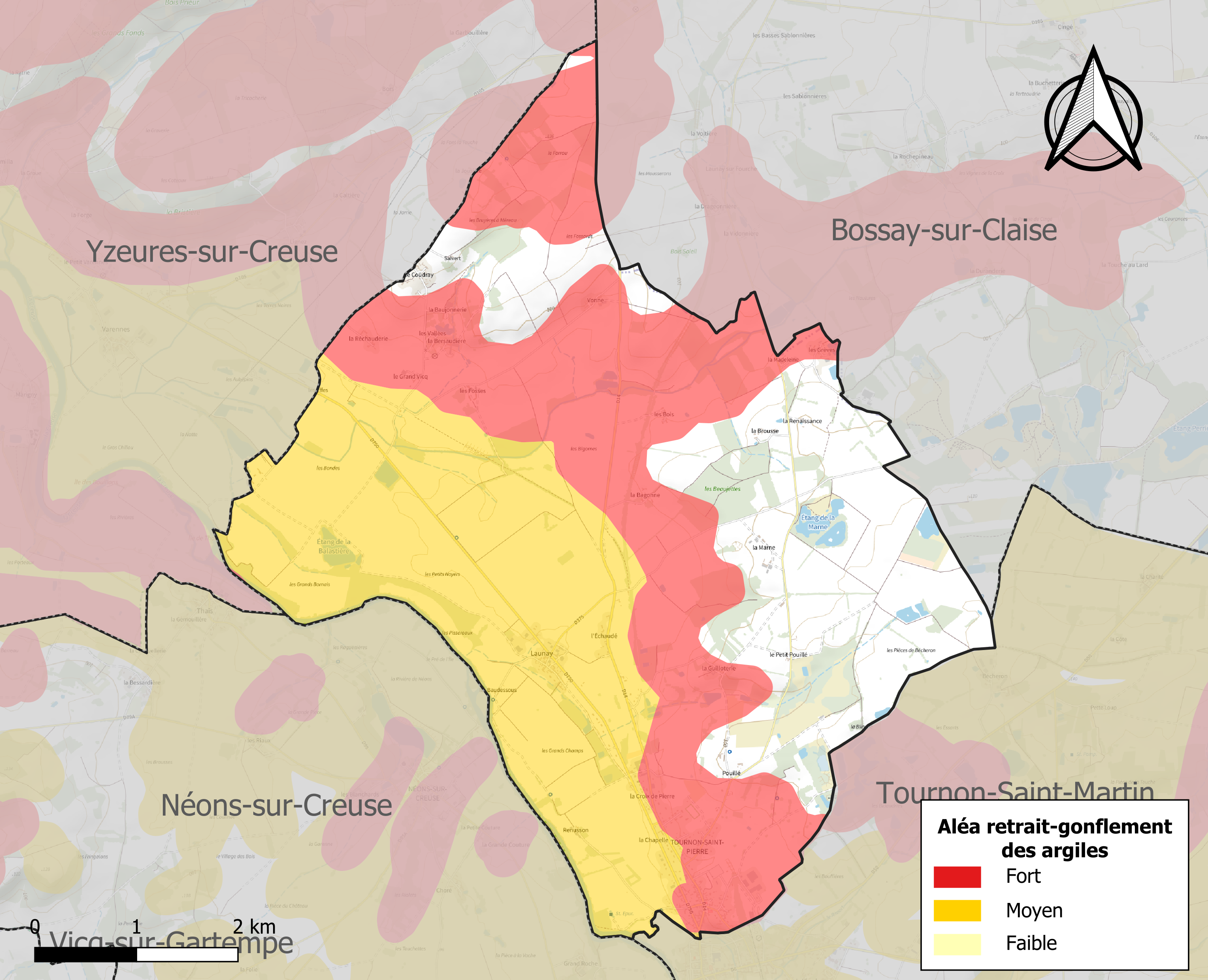
Carte des zones d'aléa retrait-gonflement des sols argileux de Tournon-Saint-Pierre.

Le retrait-gonflement des sols argileux est susceptible d'engendrer des dommages importants aux bâtiments en cas d’alternance de périodes de sécheresse et de pluie. 70,7 % de la superficie communale est en aléa moyen ou fort (90,2 % au niveau départemental et 48,5 % au niveau national). Sur les 326 bâtiments dénombrés sur la commune en 2019, 297 sont en aléa moyen ou fort, soit 91 %, à comparer aux 91 % au niveau départemental et 54 % au niveau national. Une cartographie de l'exposition du territoire national au retrait gonflement des sols argileux est disponible sur le site du BRGM,.
Concernant les mouvements de terrains, la commune a été reconnue en état de catastrophe naturelle au titre des dommages causés par la sécheresse en 1990, 2003, 2017 et 2018 et par des mouvements de terrain en 1999.

#### Risques technologiques
La commune est en outre située en aval du Barrage d'Éguzon, de classe A et faisant l'objet d'un PPI, mis en eau en 1926, d’une hauteur de 58 mètres et retenant un volume de 57,3 millions de mètres cubes. À ce titre elle est susceptible d’être touchée par l’onde de submersion consécutive à la rupture de cet ouvrage.

## Toponymie
Au VIe siècle, Grégoire de Tours la mentionne sous le terme de Tornomagensis vicus, on la retrouve sous le terme S. Petrus de Turnum au XIIe siècle. Durant la Révolution française, pour suivre le décret de la Convention du 25 vendémiaire an II invitant les communes ayant des noms pouvant rappeler les souvenirs de la royauté, de la féodalité ou des superstitions, à les remplacer par d'autres dénominations, la commune, qui s’appelait Saint-Pierre-de-Tournon, change de nom pour Pierre-de-Tournon. À partir de 1896, la commune prend son nom actuel, Tournon-Saint-Pierre.
Turnomagus signifie d'abord virage et champ, puis par extension ce terme désigne le champ de foire. Ce qui signifierait que ce lieu ait été très tôt un lieu d'échange.

## Histoire

### Antiquité
Une voie romaine traversait le territoire de Tournon. Elle venait d'Argenton-sur-Creuse et se rendait à Poitiers et Tours, en suivant la Creuse.

### Moyen Âge
Selon Grégoire de Tours, dans « Histoire des Francs », saint Martin, évêque de Tours, se rendit à Tournon (Tornomagensis Vicus) par la voie romaine qui allait de Tours à Argenton-sur-Creuse vers l’an 380. Il y édifia la première église chrétienne de la commune qu’il dédia à saint Pierre en lieu et place d'un temple païen.

## Politique et administration

### Intercommunalité
Tournon faisait partie, jusqu'au 31 décembre 2016, de la communauté de communes de la Touraine du Sud qui regroupait 21 communes situées dans la pointe sud de la Touraine entre le Poitou et le Berry. Créée le 14 décembre 2000, elle comprenait 15 624 habitants en 2007 pour une superficie de 639,39 km2, soit une densité de 24 habitants/km2. Depuis le 1er janvier 2017, elle est rattachée à la nouvelle communauté de communes Loches Sud Touraine.

### Fiscalité
| Taxe                                                | Taux appliqué (part communale) | Recettes dégagées en 2009 et en € |
| --------------------------------------------------- | ------------------------------ | --------------------------------- |
| Taxe d'habitation (TH)                              | 11,94 %                        | 50 000                            |
| Taxe foncière sur les propriétés bâties (TFPB)      | 14,65 %                        | 50 000                            |
| Taxe foncière sur les propriétés non bâties (TFPNB) | 32,75 %                        | 16 000                            |
| Taxe professionnelle (TP)                           | 0,00 %                         | 0                                 |

Le taux de la taxe professionnelle est de 0 car elle est totalement transférée à l'intercommunalité. Son taux est actuellement de 13,02 %. Cette fiscalité est inférieure à la moyenne départementale pour les communes de population équivalente (communes de 500  à   2 000 habitants) à l'exception de la taxe d'habitation. Ces taux sont en moyenne de 11,07 %, 15,42 % et 45,06 %.

### Budget de la commune
En 2010, le budget de la commune s'élevait à 315 000 € et son endettement à 188 000 €.
| Évolution de l'endettement (en milliers d’€) : | Évolution des dépenses d’équipement (en milliers d’€) : |

### Sécurité
La commune dépend de la brigade de gendarmerie de Preuilly-sur-Claise.
En ce qui concerne la protection incendie et secours, Tournon présente une particularité. Si les secours sont appelés depuis un téléphone fixe c'est le Centre d'Incendie et de Secours de Tournon-Saint-Martin qui sera sollicité. Par contre si les secours sont appelés depuis un téléphone portable ou des hameaux en limite avec Yzeures, ce sont les centres d'incendie et de secours de Preuilly-sur-Claise ou Yzeures-sur-Creuse qui se déplaceront.

### Jumelages
Tournon-Saint-Pierre n'a pas développé d'associations de jumelage.

## Population et société

### Démographie

#### Évolution démographique
L'évolution du nombre d'habitants est connue à travers les recensements de la population effectués dans la commune depuis 1793. Pour les communes de moins de 10 000 habitants, une enquête de recensement portant sur toute la population est réalisée tous les cinq ans, les populations de référence des années intermédiaires étant quant à elles estimées par interpolation ou extrapolation. Pour la commune, le premier recensement exhaustif entrant dans le cadre du nouveau dispositif a été réalisé en 2007.

En 2022, la commune comptait 437 habitants, en évolution de −3,96 % par rapport à 2016 (Indre-et-Loire : +1,67 %, France hors Mayotte : +2,11 %).
| 1793 | 1800 | 1806 | 1821 | 1831 | 1836 | 1841 | 1846 | 1851 |
| ---- | ---- | ---- | ---- | ---- | ---- | ---- | ---- | ---- |
| 356  | 361  | 353  | 454  | 553  | 569  | 619  | 595  | 613  |

| 1856 | 1861 | 1866 | 1872 | 1876 | 1881 | 1886 | 1891 | 1896 |
| ---- | ---- | ---- | ---- | ---- | ---- | ---- | ---- | ---- |
| 640  | 642  | 700  | 730  | 811  | 782  | 840  | 762  | 810  |

| 1901 | 1906 | 1911 | 1921 | 1926 | 1931 | 1936 | 1946 | 1954 |
| ---- | ---- | ---- | ---- | ---- | ---- | ---- | ---- | ---- |
| 717  | 711  | 703  | 709  | 716  | 719  | 696  | 671  | 635  |

| 1962 | 1968 | 1975 | 1982 | 1990 | 1999 | 2006 | 2007 | 2012 |
| ---- | ---- | ---- | ---- | ---- | ---- | ---- | ---- | ---- |
| 650  | 644  | 608  | 574  | 593  | 514  | 513  | 510  | 459  |

| 2017 | 2022 | - | - | - | - | - | - | - |
| ---- | ---- | - | - | - | - | - | - | - |
| 459  | 437  | - | - | - | - | - | - | - |

#### Pyramide des âges
La population de la commune est relativement âgée.
En 2018, le taux de personnes d'un âge inférieur à 30 ans s'élève à 23,7 %, soit en dessous de la moyenne départementale (34,9 %). À l'inverse, le taux de personnes d'âge supérieur à 60 ans est de 40,8 % la même année, alors qu'il est de 27,8 % au niveau départemental.
En 2018, la commune comptait 209 hommes pour 251 femmes, soit un taux de 54,57 % de femmes, largement supérieur au taux départemental (51,91 %).
Les pyramides des âges de la commune et du département s'établissent comme suit.
| Hommes | Classe d’âge | Femmes |
| ------ | ------------ | ------ |
| 1,0    | 90 ou +      | 3,2    |
| 9,1    | 75-89 ans    | 12,4   |
| 29,7   | 60-74 ans    | 26,1   |
| 23,0   | 45-59 ans    | 20,0   |
| 14,3   | 30-44 ans    | 14,0   |
| 10,0   | 15-29 ans    | 9,2    |
| 12,9   | 0-14 ans     | 15,1   |

| Hommes | Classe d’âge | Femmes |
| ------ | ------------ | ------ |
| 0,9    | 90 ou +      | 2,2    |
| 7,9    | 75-89 ans    | 10,2   |
| 17,3   | 60-74 ans    | 18,1   |
| 19,8   | 45-59 ans    | 19,1   |
| 17,9   | 30-44 ans    | 17,2   |
| 18,5   | 15-29 ans    | 17,5   |
| 17,6   | 0-14 ans     | 15,6   |

### Enseignement
Tournon-Saint-Pierre possédait une école qui accueillait les enfants du village jusqu'en juin 2010. Elle se composait alors de deux classes : une maternelle-CP et une CE1-CE2-CM1-CM2, comptant chacune environ 12 élèves. Le bâtiment qui l'hébergeait date de 1902, dans la cour on retrouve la cantine et une salle de motricité. La commune relève de l'académie de Orléans-Tours. L'école du village était gérée par l’inspection générale de l'inspection départementale de l’Éducation nationale de Tours.
Depuis septembre 2010, les enfants du village sont scolarisés à l'école maternelle et à l'école primaire de Tournon-Saint-Martin. La commune est sectorisée sur le collège Jean-Rostand de Tournon-Saint-Martin situé à 1 km au sud et le lycée général Pasteur à Le Blanc, situé à environ 15 km à sud.

### Santé
Il n'y a pas d'offre de soins à Tournon-Saint-Pierre.
Les hôpitaux et les cliniques les plus proches sont à Châtellerault et à Le Blanc, les médecins à Tournon-Saint-Martin et Yzeures-sur-Creuse, tout comme les pharmacies, les dentistes sont à Preuilly-sur-Claise et Le Blanc.

### Sports
Actuellement, le village ne dispose pas d'équipements sportifs. Toutefois, l'activité de randonnée ainsi que la pêche à l'étang de la Balastière sont possibles.

### Médias
La commune reçoit la TNT ainsi que les chaînes de télévision locales France 3 Paris Île-de-France Centre ou France 3 Limousin Poitou-Charentes, selon l'orientation de son récepteur. Le quotidien La Nouvelle République relate les informations locales dans son édition Indre-et-Loire (Touraine Est) ainsi que l'hebdomadaire La Renaissance lochoise.

### Cultes
Tournon-Saint-Pierre dispose d'un seul lieu de culte (culte catholique) : l'église Saint-Pierre. Elle fait partie de la paroisse de Tournon-Saint-Martin qui relève du doyenné du Val de Creuse et du diocèse de Bourges.

## Économie

### Revenus de la population et fiscalité
En 2007, le revenu fiscal médian par ménage était de 14 737 € et le revenu net imposable moyen par ménage était de 17 253 €. Sur les 286 foyers fiscaux que comptait la commune, seuls 126 (44 %) s'acquittaient de l'impôt sur le revenu.

### Emploi
Selon les résultats du recensement de 2007, la population active (15-64 ans) de la commune comptait 321 personnes, dont 64,2 % étaient actifs, ce taux était de 71,8 % au niveau départemental. Les 15-64 ans comptaient 5 % chômeurs, 59,2 % ayant un emploi et 35,8 % d'inactifs. Les inactifs, ils se répartissaient de la façon suivante : les retraités ou préretraités représentaient 17,8 % de la population active, les scolarisés 6,2 %, les autres inactifs 11,8 %.
En 2007, le taux de chômage (au sens du recensement) parmi les actifs de la commune était de 7,8 %, en forte diminution par rapport à 1999 (12,4 %).
Cette même année, 25,8 % des actifs occupés travaillaient et vivaient à Tournon-Saint-Pierre, le reste se déplaçant hors de la commune pour travailler.
Répartition des plus de 15 ans selon les PCS
|                             | Agriculteurs | Artisans, commerçants, chefs d'entreprise | Cadres et professions intellectuelles | Professions intermédiaires | Employés | Ouvriers |
| --------------------------- | ------------ | ----------------------------------------- | ------------------------------------- | -------------------------- | -------- | -------- |
| Nombre                      | 8            | 24                                        | 0                                     | 12                         | 12       | 32       |
| %                           | 9.1 %        | 27.28 %                                   | 0 %                                   | 13.63 %                    | 13.63 %  | 36.36 %  |
| Indre-et-Loire              | 2.06 %       | 5.77 %                                    | 12.86 %                               | 25.34 %                    | 29.24 %  | 24.73 %  |
| Sources des données : INSEE |              |                                           |                                       |                            |          |          |

### Activités
Comme partout en France, on remarque une forte baisse du nombre d'emplois dans l'agriculture et de la construction au profit du tertiaire. L'industrie est inexistante ce qui n'est pas étonnant dans un secteur très rural comme Tournon.
Le nombre d'emplois dans la commune était de 85 en 2007.
Répartition des emplois par domaines d'activité
|                             | Nombres d'emplois dans la commune | Agriculture | Industrie | Construction | Commerce | Services |
| --------------------------- | --------------------------------- | ----------- | --------- | ------------ | -------- | -------- |
| 2007                        | 85                                | 20          | 0         | 16           | 31       | 20       |
| 1999                        | 121                               |             |           |              |          |          |
| Sources des données : INSEE |                                   |             |           |              |          |          |

### L'agriculture
L'agriculture est un acteur économique majeur pour cette petite commune rurale. En effet, on constate que sur ces 1 476 hectares, 993 sont utilisés par le secteur agricole.
En 2000, on comptait 17 exploitations agricoles (dont 9 exploitations professionnelles) sur le territoire de la commune, en 1988, elles étaient 29 (15). La SAU (superficie agricole utilisée) moyenne était de 58 ha (99 ha pour les professionnelles), surfaces en augmentation par rapport à celles de 1988, 44 ha (75 ha).
Concernant la culture, 15 exploitations cumulaient 804 ha de terres labourables, dont 293 pour les céréales, et 16 étalaient 514 ha de superficie fourragère.
Pour l'élevage, en 2000, 7 fermes d'exploitations agricoles comptaient 811 bovins dont 383 vaches et 8 élevaient 267 volailles.
Dans le secteur de l'agriculture, Tournon présente une particularité, elle est en zone protégée pour la production de maïs semences. Seules trois zones existent en Indre-et-Loire, Tournon fait partie de celle d'Yzeures-sur-Creuse qui a été créée le 5 septembre 1985. Cette zone est la plus importante du département et comprend les communes de Chambon, d'Yzeures-sur-Creuse et de Tournon-Saint-Pierre. Elle compte 8 agriculteurs producteurs sur 283 ha, ce qui permet à la commune de voir passer de nombreux travailleurs saisonniers pendant la période des mois de juillet et d'août.

### L'artisanat et le commerce
Tournon possède un salon de coiffure, un bar, une épicerie-boucherie, une mercerie, une banque et plusieurs artisans.

### Entreprises et établissements
Au 1er janvier 2008, Tournon-Saint-Pierre comptait 21 établissements hors agriculture. L'industrie disposait de 2 établissements, la construction dénombrait 3 établissement, le commerce 5 et les services étaient au nombre de 11 établissements.
En 2009, quatre entreprises ont été créées sur le territoire, trois dans les services et le commerce, et une dans le secteur administration publique, santé.
Répartition des établissements par domaines d'activité
|                             | Ensemble | Industrie | Construction | Commerce | Services |
| --------------------------- | -------- | --------- | ------------ | -------- | -------- |
| Nombre d'établissements     | 21       | 2         | 3            | 5        | 11       |
| %                           | 100 %    | 9.5 %     | 14.3 %       | 23.8 %   | 52.4 %   |
| Sources des données : INSEE |          |           |              |          |          |

## Culture locale et patrimoine

### Lieux et monuments

#### Patrimoine civil
Le château du Bourg de Tournon a été remanié au XIXe siècle.
Le château Les Vallées, construit au XIXe siècle, se situe près de la limite avec Yzeures-sur-Creuse. Il est composé d'un corps de logis sur trois niveaux, entouré de deux tours. Il appartenait à la cantatrice Mado Robin puis fut transformé en centre de vacances de la ville de Chevilly-Larue.
Le château des Fossés, construit au XIXe siècle, se situe près du château Les Vallées.
La ferme du Grand-Pouillé, construite aux XVe et XVIe siècles, est située au centre-est du territoire de la commune. Cette ferme formait un ancien fief appartenant en 1467 à un certain Galehaut d'Aloigny puis passa en 1872 dans la famille d'Harambure. Placée sur un promontoire, elle est construite en grès de Brenne et est aussi parfois qualifiée de manoir.
La Tuilerie, du XIXe siècle, fait l'objet d'une inscription à l'inventaire général des monuments historiques depuis 1996. Elle fut construite en 1873 au lieu-dit la Bucherie. Elle a été en activité jusqu'en 1959. Le site comprenait une halle principale et deux plus petites, trois maisons et un four qui fut détruit dans les années 1960. Elle s'étendait sur 4 067 m2 dont 925 m2 bâtis. Auparavant, cette activité s'accomplissait dans la tuilerie du hameau de Renusson.

#### Patrimoine religieux
L'église Saint-Pierre possède une nef unique du XVe siècle, des chapelles latérales modernes, un chœur du XIVe siècle à voûte moderne et chevet plat. Sa façade est moderne. Sont présents à l'intérieur de l'édifice un Christ du XVIIe siècle et une armoire eucharistique du XIVe siècle qui est classée monument historique au titre d'objet depuis le 12 décembre 1940. Elle remplace la première église fondée par Saint-Martin à la fin du IVe siècle. Cet édifice fut remplacé aux XIe et XIIe siècles par une église érigée par les bénédictins de Preuilly, celle-ci fut totalement remaniée au XVe siècle pour devenir l'actuelle église.

### Patrimoine environnemental
Une partie du territoire communal est classée en ZNIEFF (Zone naturelle d'intérêt écologique, faunistique et floristique).
Il y a deux zones à Tournon, l'une de type I pour l'étang de la Marne et une de type II à Gaudru.

### Personnalités liées à la commune
- Eugénie Nau, actrice, née le 22 juillet 1860 et morte le 13 juin 1924 (y est née).
- Mado Robin, chanteuse lyrique (soprano), née le 29 décembre 1918 et morte le 10 septembre 1960, possédait le château Les Vallées à Tournon-Saint-Pierre.
- René Chabot, homme politique, né en 1936.

### Héraldique, logotype et devise
La commune de Tournon-Saint-Pierre ne dispose pas de blason.

## Pour approfondir